# Großfalkner von Frankreich

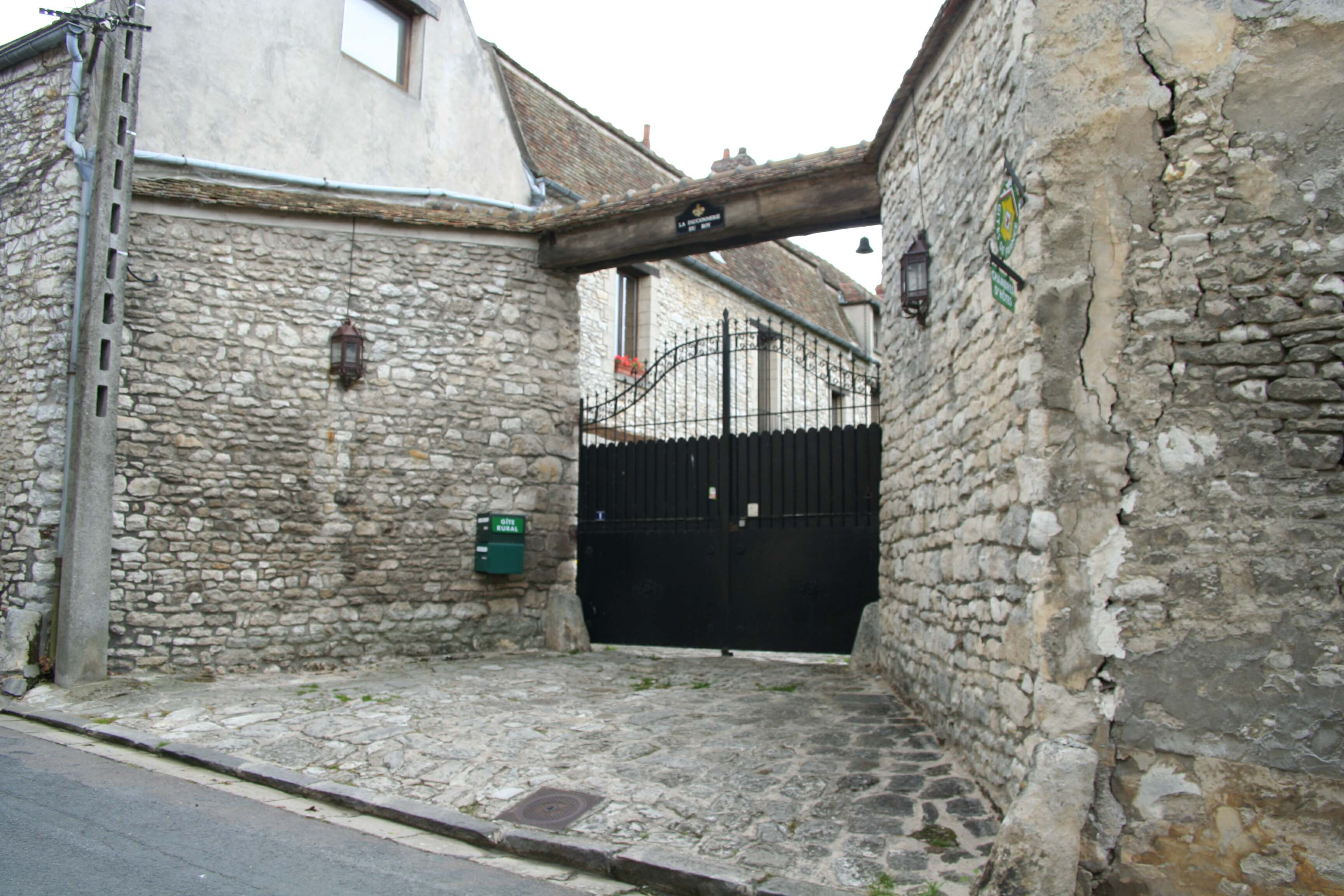
Königliche Falknerei in Montainville (Yvelines)

Im Ancien Régime war das Amt des Großfalkners von Frankreich (Grand Fauconnier de France) eines der Großämter des Haushalts des Königs von Frankreich; die damit verbundene Aufgabe waren die königlichen Jagden mit Greifvögeln. Das Amt geht auf das Jahr 1205 zurück, seit 1406 mit diesem Titel.
Ein Falke konnte einen hohen Preis erzielen: Am 9. März 1455 quittierten einige Vogelhändler dem Adligen Georges de La Châtre, Écuyer et Grand Fauconnier de France, der „sechs Stück Vögel für den König gekauft hatte, im Einzelnen: vier faucons mues für achtzig neue Gold-Écu, ein faucon sor für zehn Gold-Écu und ein Lannerfalke für Krähen für zehn Gold-Écu, das macht zusammen hundert Kronen Neugold umgeben.“
1471 wurde die Pension von Olivier Salat, Grand Fauconnier, vom Recveur à l’Élection von Montivilliers (Seine-Maritime) geregelt. Olivier Salaert von Doncker stammt aus einer Brabanter Familie, die sich auf die Ausbildung von Falken im Dienste der Herzöge von Burgund spezialisiert hatte. Er wurde der Falkner Ludwigs XI., als dieser noch Dauphin war und wurde in seinen Ämtern von Karl VIII., der ihm auch seinen Einbürgerungsbescheid ausstellt, sowie von Ludwig XII. bestätigt.
Ab Ludwig XIV. neigte die Aufgabe dazu, zeremoniell zu werden, nachdem die Könige mit der Beizjagd aufgehört hatten. Ludwig XIV. unterhielt dennoch als Machtsymbol eine Falknerei, die sich ab 1670 in Montainville (Yvelines) befand: Die Falken werden dem König anlässlich des Neujahrsfestes im Spiegelsaal des Schlosses Versailles vorgestellt, meistens in Anwesenheit ausländischer Botschafter. Nur die Könige des Nordens und der Grand Fauconnier dürften dem König einen Falken auf die Hand geben.

## Grands Fauconniers de France

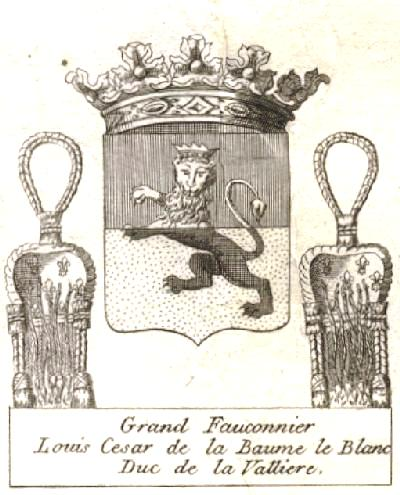
Wappen des Grand Fauconnier Louis Cesar de la Baume le Blanc, Duc de la Vallière mit den Amtsornamenten

Ornamente

- 1406: Eustache de Gaucourt "Rassin" († um 1415)
- 1415: Jean V. Malet († 1449), Seigneur de Graville, de Marcoussis et de Montaigu, Großbrotmeister von Frankreich, Großmeister der Armbrustschützen
- 1416: Nicolas de Bruneval
- 1418: Guillaume Després
- 1428: Jean de Lubin (Premier Fauconnier du Roi)
- 1429: Philippe de La Châtre
- 1455: Georges de La Châtre, Écuyer et Grand Fauconnier de France
- 1471: Olivier Sallard (Salaert oder Salat) (Grand Fauconnier), Seigneur de Bourron († 1503)
- um 1514–1516: Raoul de Vernon († 1516), Seigneur de Montreuil-Bonnin
- 1516–1540: René de Cossé (1460–1540), Seigneur de Cossé
- 1547-um 1549 : Charles I. de Cossé (1505–1563), Marschall von Frankreich, Comte de Brissac
- um 1549–1562 : Louis Prévost (1496–1576), Baron de Sansac
- 1562–1569: Timoléon de Cossé (1545–1569), Comte de Brissac
- 1569–1596: Charles II. de Cossé (1550–1621), Marschall von Frankreich, Duc de Brissac
- 1596–1610: Robert de la Vieuville († 1612), Marquis de La Vieuville
- 1610–1612: Charles I. de La Vieuville (1582–1653), Marquis de La Vieuville
- 1612–1616: André de Vivonne († 1616), Baron de La Chataigneraie
- 1616–1621: Charles d’Albert (1578–1621), Connétable von Frankreich, Duc de Luynes
- 1622–1643: Claude de Lorraine (1578–1657), Duc de Chevreuse
- 1643–1650: Louis Charles d’Albert (1620–1690), Duc de Luynes
- 1650–1666: Nicolas Dauvet († 1666), Comte Desmarets, Baron de Boursault
- 1672–1688: Alexis-François Dauvet († 1688), Comte Desmarets, Marquis de Saint-Phalle
- 1688–1717: François Dauvet (1681–1718), Comte Desmarets, Marquis de Saint-Phalle
- 1717–1748: Louis-François Dauvet (1711–1748), Marquis Desmarets
- 1748–1762 und 1762–1780: Louis César de La Baume Le Blanc (1708–1780), Duc de La Vallière
- 1762: Louis-Gaucher de Châtillon (1737–1762), Duc de Châtillon
- 1780: Jules-César de Crémeaux (1732–1780), Marquis d'Entragues
- 1780–1791: Joseph-Hyacinthe de Rigaud (1740–1817), Comte de Vaudreuil